# Portret pape Inocenta X.
Portret pape Inocenta X. je poznati portret koji je naslikao španjolski slikar Diego Rodríguez de Silva y Velázquez tehnikom ulje na platnu. Završio ga je tijekom putovanja po Italiji oko 1650. godine. Nalazi se u Galeriji Dorije Pamphili u Rimu. Manja verzija smještena je u umjetničkom muzeju Metropolitan u New Yorku.
Uz ovaj portret Velázquez se pridružio redu onih slikara koji su od renesanse nadalje proizveli veličanstvene portrete papa. Izvanredni primjeri, koji su Velazquezu zacijelo bili poznati, bili su Rafaelov Portret pape Julija II. (oko 1511. – 1512., Nacionalna galerija u Londonu), ili pak Lav X. s dva kardinala (1518. – 1519., Galerija Uffizi, Firenca), te nekoliko Tizianovih slika pape Pavla III. (danas u Napulju).
Sliku je interpretirao Francis Bacon na svoj način gdje su njegovi likovi prikazani unakaženi poput sablasti.

## Odlike
Portret pape Inocenta X. se smatra za jedan od vrhunskih svjetskih remek-djela portreta, bez premca u fascinantnom rukovanju bojom. Kromatsko jedinstvo ovog portreta, u kojoj su svi crveni tonovi, crvena put, crvena odjeća i fotelja od crvenog baršuna ispred pozadine od crvenih vrata, stvorilo je snažan dramatičan efekt krvavo crvene. Papa Inocent, u dobi od sedamdeset i pet u to vrijeme, bio je čovjek izvanredne snage s velikom sposobnošću za rad, ali burne i nasilne naravi. Velazquez je tako moćnog čovjeka prikazao uspravno sjedećiuglavnom magentom, agresivnom i vitalnom bojom, koja zajedno s bijelom simbolizira stvaranje. Te sa snažnim, gotovo rustikalnim obilježjima papina crvenkastog lica s mesnatim obrazima i kritički prodornim sumnjičavim očima koje pršte živom inteligencijom. Fascinantna priroda čovjeka svjesnog svoje vlastite moći izvrsno dolazi do izražaja u kontrastu između lica i finih živčanih ruku, koje pak svjedoče o osjetljivosti ove moćne figure.
Očigledno papa nije bio oduševljen svojim portretom, opisujući ga kao troppo vero, tj. „previše stvarnim”. Međutim, ipak ga je na kraju odobrio, pa je čak i nagradio španjolskog slikara s vrlo vrijednim zlatnim lancem reda sv. Jakova. Sam Velázquez je bio jako zadovoljan portretom, te je njegovu repliku ponio sa sobom u Španjolsku. Njegove kolege umjetnici su ga sigurno hvalili, jer su nastale mnoge kopije ovog djela.

## Vanjske poveznice
- Portrait of Pope Innocent X, artble.com (engl.)
- Kopija u Nacionalnoj galeriji umjetnosti u Washingtonu (engl.)